# 始龙鱼属
始龍魚屬，是一種生活於二疊紀的魚類。化石發現於中國浙江長興，模式種是赵氏始龍魚（Eosaurichthys chaoi）。